# Jezus syn See
Jezus syn See, (hebr. Jeszua ben Szaj) – arcykapłan na przełomie I w. p.n.e. i I w. n.e.
Daty jego urzędowania nie są znane - zamykają się w przedziale między 4 p.n.e. a 6 n.e. Jego poprzednik Eleazar syn Boetosa został mianowany arcykapłanem w 4 p.n.e., z kolei jego następca - Joazar syn Boetosa - został odwołany w 6 n.e.